# Abelardo Venceslau da Luz
Abelardo Venceslau da Luz (Desterro, 28 de setembro de 1890 – Rio de Janeiro, 1 de abril de 1958) foi um advogado e político brasileiro.
Filho de Hercílio Luz e Etelvina Cesarina Ferreira da Luz.
Foi deputado à Assembleia Legislativa de Santa Catarina na 10ª legislatura (1919 — 1921),.
Foi deputado federal por Santa Catarina na 13ª legislatura, de 1927 a 1929, e na 14ª legislatura, de 1930 a 1932, legislatura esta dissolvida pela revolução de 1930.
O município de Abelardo Luz é assim denominado em sua homenagem.